# Венесуэльско-эквадорские отношения
Венесуэльско-эквадорские отношения — двусторонние дипломатические отношения между Венесуэлой и Эквадором. 

## История
С 1819 по 1831 год Колумбия, Венесуэла и Эквадор входили в состав единого государства Великая Колумбия. В XXI веке между Венесуэлой и Эквадором сложились тёплые и дружественные отношения. В 2009 году Эквадор присоединился к альянсу АЛБА, учредителем которого являются Куба и Венесуэла. В 2016 году Боливия, Венесуэла и Эквадор отозвали своих послов из Бразилии после импичмента президента Дилмы Русеф.
В апреле 2017 года в Эквадоре проходили всеобщие выборы, оппозиционный кандидат Гильермо Лассо обвинял действующее правительство в том, что они ведут страну по пути своего союзника Венесуэлы. В июле 2017 года министр иностранных дел Эквадора подтвердил, что страна поддерживает политику президента Николаса Мадуро и уважает суверенитет Венесуэлы.